# Winfield (Kansas)
Winfield ist eine Stadt im US-amerikanischen Bundesstaat Kansas und Verwaltungssitz (County Seat) des Cowley County. Das U.S. Census Bureau hat bei der Volkszählung 2020 eine Einwohnerzahl von 11.777 ermittelt.

## Geographie
Die Stadt befindet sich im zentralen Westen des Cowley County. Winfield liegt entlang des Walnut Rivers und seinem rechten Nebenfluss, Timber Creek. 16,66 Kilometer nordöstlich befindet sich der Timber Creek Lake, der auch zu Winfield gehört. Das Stadtgebiet erstreckt sich über 32,37 Quadratkilometer. 89 Prozent davon ist Land, 11 Prozent der Fläche wird von Wasser bedeckt. Die Stadt liegt in den Flint Hills. Die nächstgrößere Gemeinde ist Arkansas City, 21 Kilometer südlich von Winfield.

## Demographie
Am 1. Juli 2015 lebten in Winfield 12.204 Menschen. Die Stadt musste somit seit dem 1. April 2010 einen Bevölkerungsrückgang von 1,2 Prozent verzeichnen.

## Parks
In Winfield gibt es vier Parks. Der größte ist der Island Park, der von einem Wassergraben umgeben wird und in dessen Mitte sich ein Spielplatz befindet. Dieser wurde 2013 durch ein Feuer zerstört und 2014 wiedereröffnet.

## Wirtschaft und Infrastruktur
Mit der Gründung der Gemeinde 1870 ging einher die Gründung der Transportfirma Southwestern Stage Company (American Express Company).
2012 gab es 1042 Firmen in Winfield.

### Verkehr
In Winfield kreuzen sich die beiden U.S. Highways 77 und 160. Etwa 9,5 Kilometer südlich der Stadt liegt der Flugplatz Strother Field-WLD.

### Bildung
Die größte Bildungseinrichtung ist die Hochschule Southern College mit 1.900 Studierenden. Eine weitere Hochschule ist die Cowley County Community Clg. In der Stadt gibt es zudem die Winfield High School sowie die vier Grundschulen Whittier Elementary School, Lowell Elementary School, Webster Elementary School und Irving Elementary School. Eine weitere Schule ist die Trinity Lutheran School.

## Söhne und Töchter der Stadt
- Ira Davenport (1887–1941), Leichtathlet und Olympiateilnehmer
- Eugene Pallette (1889–1954), Schauspieler
- Elizabeth Fennema (1928–2021), Mathematikpädagogin